# 利奧坊
利奧坊（英語：Square Mile，商場開業前曾稱邁奧坊）為恆基兆業旗下位於香港西九龍大角咀的商場群，佔地約20萬方呎，全數約60家商舖由2018年起分批開業，但有關商舖使用率甚低，迄今只有老掌櫃東北菜館、台灣餐廳「那個」於該處經營。附近的利得街除了是衛生黑點，利奧坊三期（利奧坊·曦岸）的前身更是2013年哄動一時的大角咀肢解父母案案發現場海興大廈。
整個商場暫時共分七期組成，各期商場以步行街為概念，分別位處於利奧坊·曉岸、利奧坊·凱岸及其餘未落成項目的基座，目前只有第一期及第二期（即住宅利奧坊·曉岸及利奧坊·凱岸基座）已開業，其餘期數則還在興建中，即發展商於區內收購的七個重建項目，而住宅部份同列為「利奧坊系列」。

## 歷史
利奧坊 全由恆基兆業以收購重建的方式而建成，故單獨項目計樓面面積較細小，有見及此發展商把區內的商場基座整合為「利奧坊」，其曾稱作「邁奧坊 Square Mile」，當中第一、二期投資額約2.5億港元，而早在2015年下旬第一期已開始招租，當時表示呎租約40至120元，洽租行業主要為飲食。
另外，發展商曾於嘉善街設置「利奧坊體驗館」（已改名為「利奧坊協會」），以擺設項目規劃的展品，其後搬到利奧坊一期地下，而原址則於重建前曾改為舉行手工藝等活動。

## 商場結構

### 第1期

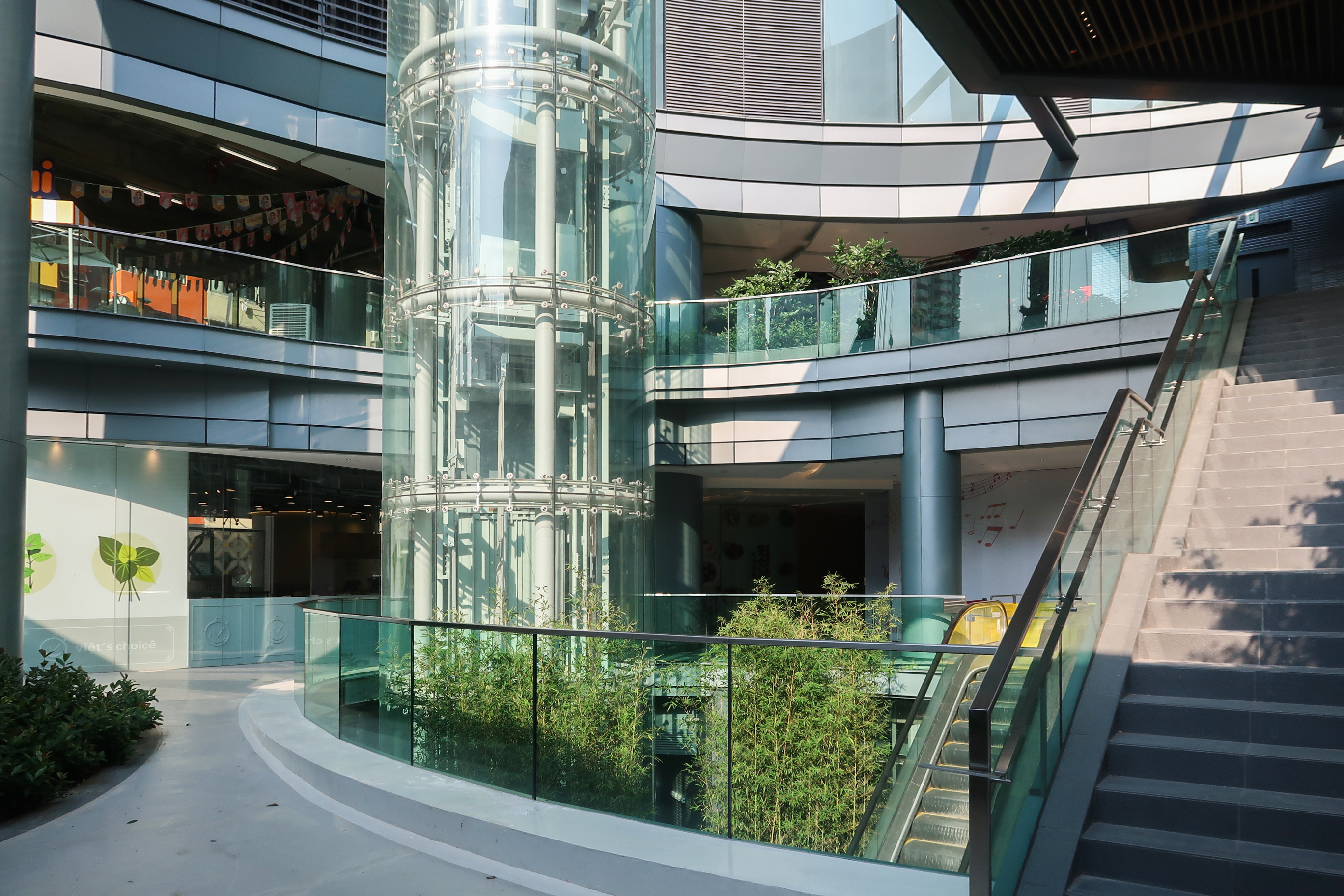
利奧坊一期廣場入口

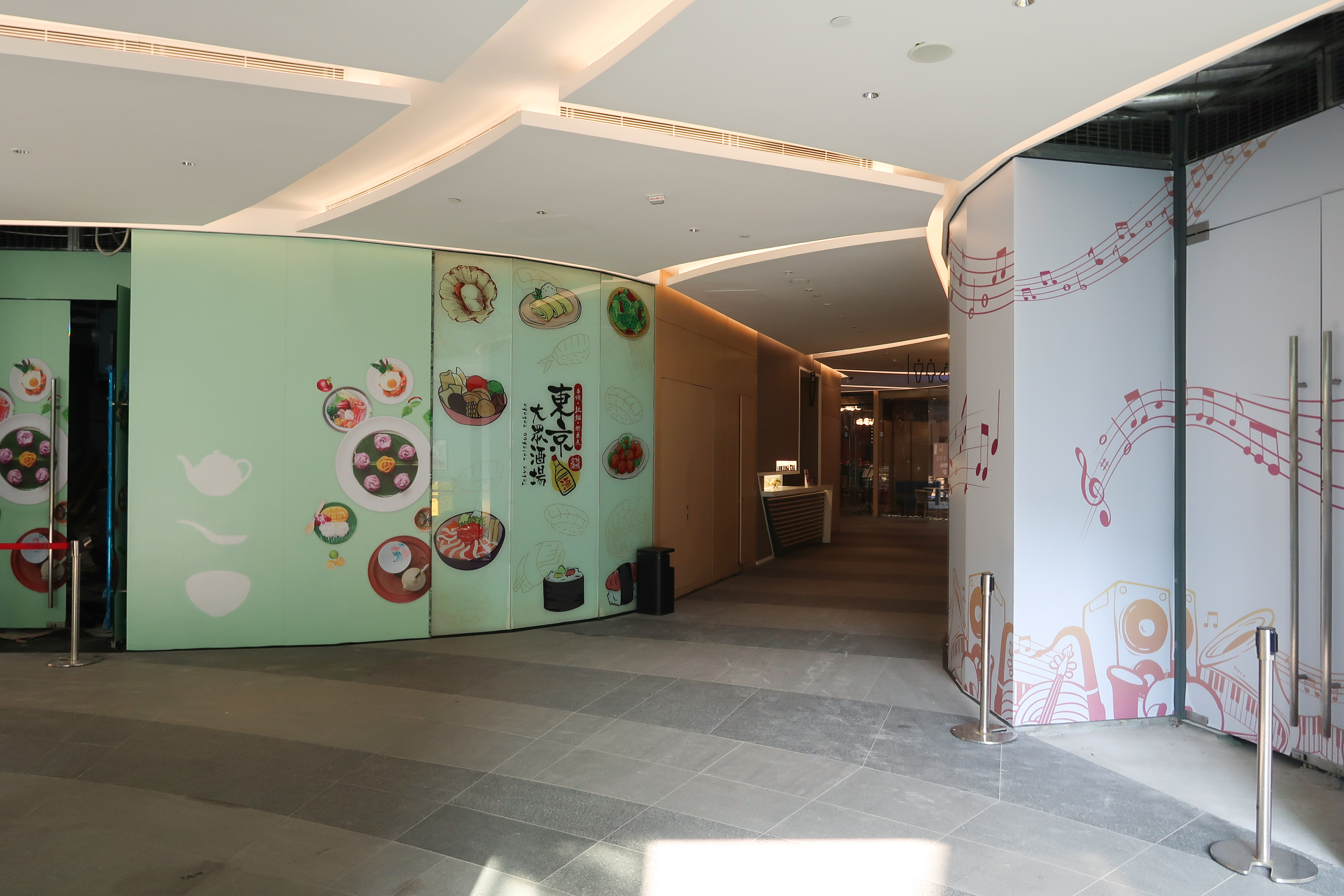
利奧坊一期地下

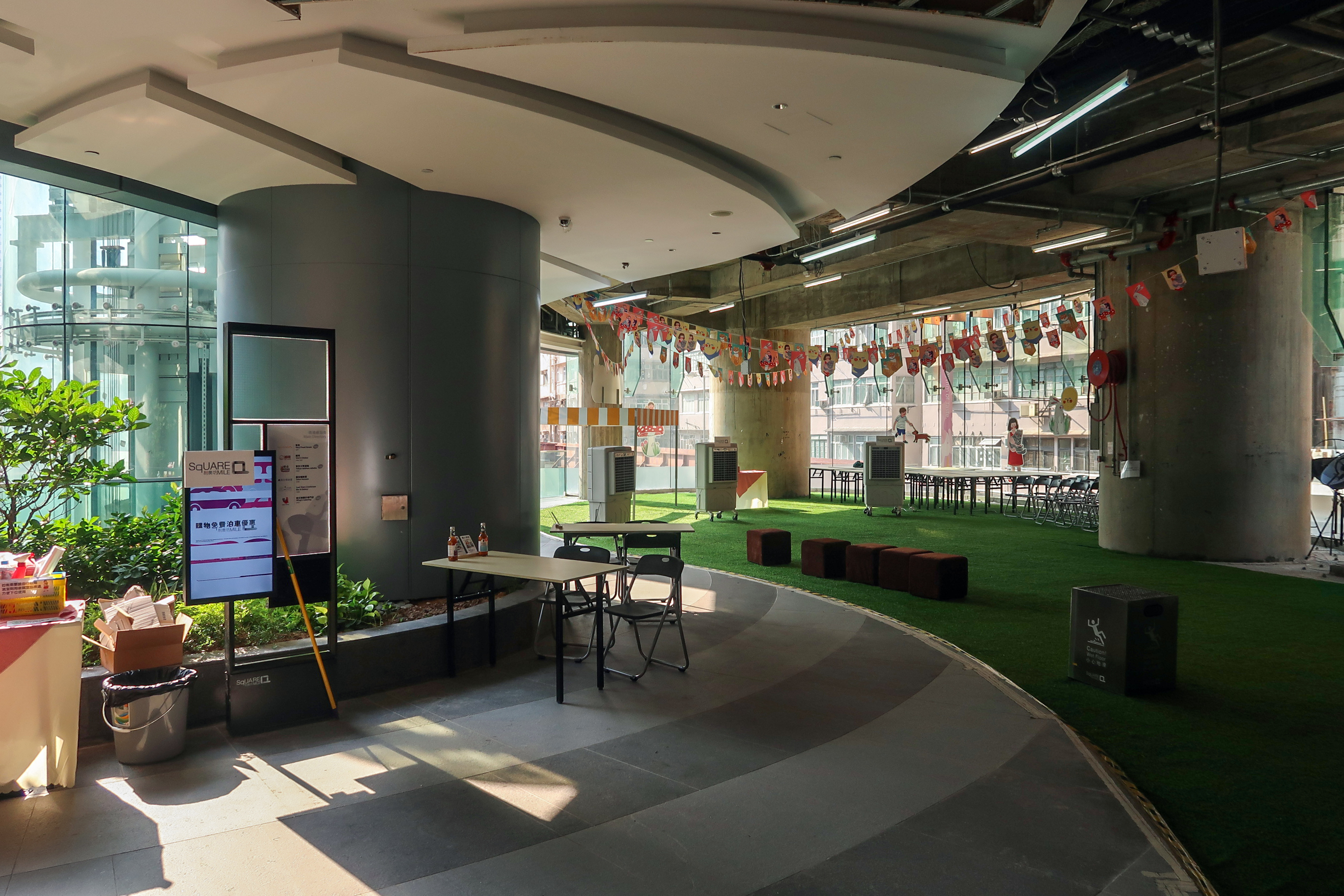
利奧坊一期LG層暫作臨時商店

位於利得街11號，為住宅利奧坊·曉岸基座，樓高3層（LG/F、G/F及1/F），佔地約43,000平方呎，提供19個舖位，並以食肆為主，於2018年5月開始陸續開幕，原本包括B/F全層的美食廣場Veryfood 食街（至2019年上旬取消有關告示）、另有位於地下的音樂餐廳Lost Stars Livehouse & Eatery、越棧、榮式燒雞扒及聖安娜餅屋，上述商戶大部份均已結業。
至2018年6月，商場出租率約為60%，當中只有地下部份店舖開業，其餘則在裝修中或招租，其中由於正值2018年世界盃，發展商於場內開設「香港官方世界盃特許精品店」。同年9月起，商場於未租出的1/F舉行多次市集及活動，以吸引人流。
2019年11月至2020年1月，商場地庫及一樓舉辦寵物主題樂園，為地庫首次開放予公眾，惟因地庫水管爆裂，活動一度暫停。
另外，由於項目不設停車場，故泊車優惠只可停泊於港灣豪庭廣場，距離商場步程約8分鐘。

### 第2期

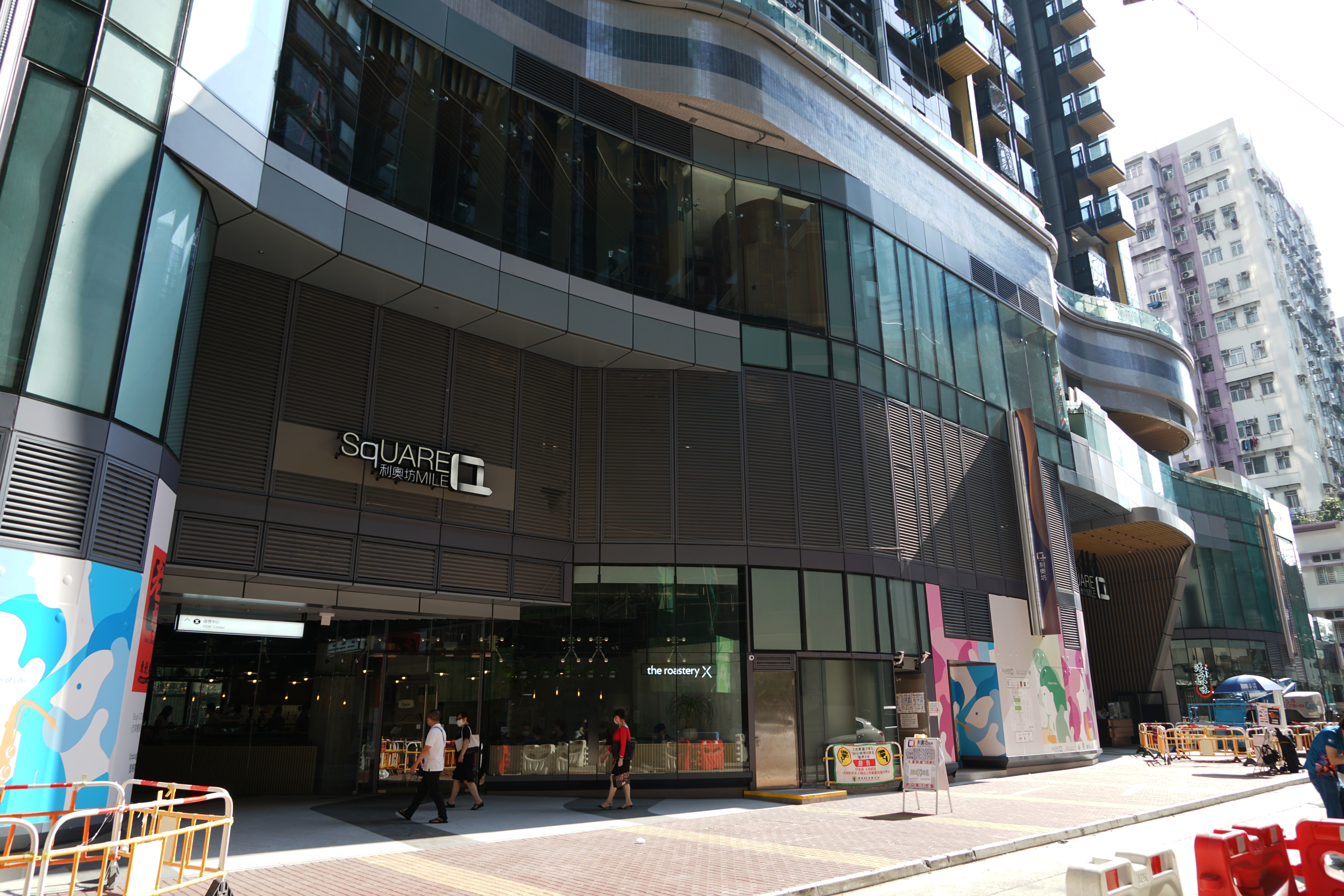
利奧坊二期

位於嘉善街18號，為住宅利奧坊·凱岸基座，樓高2層（G/F及1/F），項目不設停車場，佔地約18,000平方呎，於2020年第一季開業。
2020年1月，商場以廣告方式宣佈三家位於地下的食肆即將開業。

## 鄰近
- 傲寓
- 奧城·西岸
- 大同新邨
- 匯豐中心
- 海桃灣/西九匯
- 新九龍廣場
- 消防處旺角辦公大樓
- 香港西九龍絲麗酒店
- 香港旺角帝盛酒店

## 外部連結
- 利奧坊（页面存档备份，存于）
- 利奧坊的Facebook專頁